# Équipe d'Angleterre de rugby à XV au Tournoi des Six Nations 2000
L'équipe d'Angleterre de rugby à XV au Tournoi des Six Nations 2000 termine première, après avoir remporté quatre victoires et connu une seule défaite contre l'équipe d'Écosse. 

## Liste des joueurs
Vingt deux joueurs ont contribué à ce succès. 
| Entraîneur | Entraîneur             | Clive Woodward                                               |
| Avants     | Pilier                 | Jason Leonard, Trevor Woodman, Phil Vickery, Darren Garforth |
| Avants     | Talonneur              | Phil Greening, Neil McCarthy                                 |
| Avants     | Deuxième ligne         | Simon Shaw, Garath Archer                                    |
| Avants     | Troisième ligne aile   | Joe Worsley, Neil Back, Martin Corry                         |
| Avants     | Troisième ligne centre | Richard Hill, Lawrence Dallaglio                             |
| Arrières   | Demi de mêlée          | Matt Dawson (cap.), Andy Gomarsall                           |
| Arrières   | Demi d'ouverture       | Jonny Wilkinson, Alex King                                   |
| Arrières   | Centre                 | Mike Tindall, Mike Catt                                      |
| Arrières   | Ailier                 | Ben Cohen, Austin Healey                                     |
| Arrières   | Arrière                | Iain Balshaw, Matt Perry                                     |

## Résultats des matchs
- Le 5 février, victoire 50-18 contre l'équipe d'Irlande à Twickenham
- Le 19 février, victoire 15-9 contre l'équipe de France à Paris
- Le 4 mars, victoire 46-12 contre l'équipe du pays de Galles à Twickenham
- Le 18 mars, victoire 59-12 contre l'équipe d'Italie à Rome
- Le 2 avril, défaite 19-13 contre l'équipe d'Écosse à Édimbourg

## Statistiques

### Meilleur réalisateur
- Jonny Wilkinson : 78 points

### Meilleur marqueur d'essais
- Ben Cohen et Austin Healey : 5 essais